# Логічна еквівалентність
Логічна еквівалентність (еквіваленція) — двомісна логічна операція, що має значення «істина» тоді і тільки тоді, коли обидва операнди мають однакове значення. В інших випадках еквіваленція буде хибною. Операція відображає вживання сполучника «тоді і тільки тоді» в логічних висловлюваннях.
Еквівалентність позначають символами: {\displaystyle \leftrightarrow }, {\displaystyle ~\equiv }.

( {\displaystyle A\leftrightarrow B}, {\displaystyle A\equiv B} ).

Висловлення {\displaystyle A\leftrightarrow B} є правдивим тоді і тільки тоді, коли водночас правдиві обидві імплікації {\displaystyle A\rightarrow B} та {\displaystyle B\rightarrow A}, тобто:
{\displaystyle A\leftrightarrow B=(A\rightarrow B)\land (B\rightarrow A)}.
У природній мові аналогами еквіваленції є вирази:
A тоді і тільки тоді, коли B
A якщо B і B якщо A
Для A достатньо і необхідно B
A матеріально еквівалентно B

## Визначення
Таблиця істинності виглядає таким чином:
| {\displaystyle A} | {\displaystyle B} | {\displaystyle A\leftrightarrow B} |
| ----------------- | ----------------- | ---------------------------------- |
| F                 | F                 | T                                  |
| F                 | T                 | F                                  |
| T                 | F                 | F                                  |
| T                 | T                 | T                                  |

Ця таблиця відрізняється від таблиці істинності для імплікації другим рядком, а від таблиці істинності для конверсії імплікації  — третім рядком.
Також еквівалентність є запереченням виключної диз’юнкції, тобто
{\displaystyle (A\leftrightarrow B)=\lnot (A\oplus B)}
| {\displaystyle A} | {\displaystyle B} | {\displaystyle A\leftrightarrow B} | {\displaystyle A\oplus B} |
| ----------------- | ----------------- | ---------------------------------- | ------------------------- |
| F                 | F                 | T                                  | F                         |
| F                 | T                 | F                                  | T                         |
| T                 | F                 | F                                  | T                         |
| T                 | T                 | T                                  | F                         |

Оскільки імплікація виражає відношення між достатньою умовою та її наслідком, а конверсія імплікації  — між необхідною умовою та її наслідком, то еквіваленція або подвійна імплікація, виражає відношення між достатньою і необхідною умовою та її наслідком.
Наприклад, "Якщо він знає англійську мову, то він перекладе цей текст", "Якщо геометрична фігура квадрат, то її діагоналі діляться навпіл". Як у матеріальній імплікації сполучник "якщо, то ..." не виражає смислового зв'язку між антецедентом і консеквентом, так і в еквіваленції сполучник "якщо і тільки якщо" не виражає змістовно зв'язку між лівою і правою частинами еквівалентності; він виражає лише відношення між їх істинними значеннями ("істина", "хибність"). Ця особливість еквіваленції відіграє важливу роль для операцій із символами у логічних численнях.

Знання логічної еквіваленції дає можливість:
- а) спростити запис послідовності висловлювань;
- б) перейти від одного висловлювання до логічно еквівалентного йому (тобто, з тим самим істинним значенням);
- в) замінити у послідовності формул одні формули на інші.

## Властивості
- рефлексивність

{\displaystyle a\leftrightarrow a}
- асоціативність

{\displaystyle a\leftrightarrow (b\leftrightarrow c)\equiv (a\leftrightarrow b)\leftrightarrow c}
- комутативність

{\displaystyle a\leftrightarrow b\equiv b\leftrightarrow a}
- дистрибутивність

{\displaystyle a\lor (b\leftrightarrow c)\equiv (a\lor b)\leftrightarrow (a\lor c)}

## Функціональна повнота
Множина операцій {\displaystyle \{\leftrightarrow ,\not \to \}} є функціонально повною:
{\displaystyle \lnot a\equiv (a\leftrightarrow a)\not \to a}
{\displaystyle \lnot a\equiv a\leftrightarrow (a\not \to a)}
{\displaystyle a\to b\equiv \lnot (a\not \to b)}
...

## Дивись також
- Відношення еквівалентності
- Булева множина
- Закони де Моргана
- Список логічних символів